# Agnes Jebet Ngetich
Agnes Jebet Ngetich, född 23 januari 2001, är en kenyansk friidrottare specialiserad på långdistanslöpning.

## Karriär
Ngetich tog brons i seniorklassen vid Världsmästerskapen i terränglöpning 2023. Hon ingick även i det kenyanska laget som tog guld.